# Новомайское
Новомайское (укр. Новомайське) — село,
Новопольский сельский совет,
Криворожский район,
Днепропетровская область,
Украина.
Код КОАТУУ — 1221884713. Население по переписи 2001 года составляло 813 человек.

## Географическое положение
Село Новомайское примыкает к сёлам Златополь и Коломийцево,
на расстоянии в 0,5 км от окраин города Кривой Рог.
Рядом проходят автомобильная дорога Т-0434 и
железная дорога, станция Кривой Рог-Сортировочный в 1,5 км.

## Объекты социальной сферы
- Больница.